# Sipra
Sipra (também conhecida como Sapra) é uma tribo localizada na região de Panjabe, no Paquistão e na Índia. Sipra é uma tribo muçulmana encontrada principalmente nos distritos ocidentais de Panjabe, no Paquistão.

## História
Sipra é uma subclasse muçulmana e significa "super homem".

## Localização
A tribo é encontrada principalmente ao longo das margens do rio Chenab e Jhelum, nos distritos de Gujrat, Mandi Bahauddin, Sargodha, Jhelum, Jhang, Gujranwala, Hafizabad, Sheikpura, Kasur, Okara, Faiçalabad, Sahiwal, Chichawatni, Mian Channu, Vehari, Chiniot, Toba Tek Singh, Bahawalpur, Multan, Muzzaffargarh, Layyah, Khanewal, Rahim Yar Khan, Rajanpur.
Também se encontra em Sind, na cidade de Carachi.
Nas regiões como Kharian, Kamalia, Tandlianwala, Ahmadpur East, Muridke, Balkassar, Kabirwala, Mahmumwali, Changa Manga, Noor Shah, Kot Addu, Narang Syedan, Sikriala e Waryam Wala Station, Mamoo kanjan.

## Famosos
- Moeen Nizami, poeta, autor e letrado, natural de Sargodha
- Saqlain Anwar Sipra (ex-parlamentar)